# Elsie Tilney
Elsie Maud Tilney (Norwich, 3 oktober 1893 – Dade County (Florida), ? oktober 1974) was een Engelse zendeling. Zij geniet vooral bekendheid vanwege de hulp die zij bood aan Joden voor en tijdens de Tweede Wereldoorlog.

## Levensloop
Tilneys familie sloot zich in 1910 aan bij de evangelicale Surrey Chappel in Norwich. Vanaf 1920 verrichtte Tilney namens North Africa Mission zendingswerk in Tunesië en Algerije. In de jaren dertig verlegde ze haar aandacht en richtte ze zich op het helpen van Joden. In oktober 1935 vestigde Tilney zich in Parijs, hoewel ze in 1936 en 1937 ook nog actief was in Gabès in het zuiden van Tunesië.
In Parijs sloot Tilney zich aan bij een baptistenkerk, van waaruit veel hulp werd verleend aan Duitse en Oostenrijkse Joden die hun vaderland waren ontvlucht. In juli 1939 reisde ze naar Wenen om een eenjarig Joods meisje op te halen. Haar vader was al eerder in Parijs gearriveerd. Dit meisje werd de moeder van de Britse historicus Philippe Sands.
Na de Duitse inval in Frankrijk werden alle Britse staatsburgers geïnterneerd. Aanvankelijk zat Tilney gevangen in een militair barakkenkamp bij Besançon. Later werd ze overgebracht naar een groter kamp in Vittel. In maart 1943 arriveerde in Vittel een groep van vierhonderd Joden uit het getto van Warschau. Zij bezaten Zuid-Amerikaanse paspoorten. De Duitsers brachten hen over naar Frankrijk in afwachting van het besluit wat met hen te doen. In maart 1944 werden zij op transport gezet naar Auschwitz, nadat bleek dat de paspoorten waren vervalst of niet werden erkend. Tilney was bevriend met Sasha Krawec, een Joodse jongen. Hij zat vijf maanden bij haar verstopt in de badkamer totdat het kamp in september 1944 bevrijd werd door de Amerikanen.
Na de oorlog werkte Tilney nog een jaar of tien in de zending in Zuid-Afrika. Na haar pensionering verhuisde zij naar Florida waar een broer woonde. Ze overleed in 1974 en werd gecremeerd. Haar as werd uitgestrooid boven de Biscayne Bay.

## Postuum
De historicus Philippe Sands ontdekte het verhaal van Tilney toen hij onderzoek deed naar het oorlogsverleden van zijn Joodse grootouders. Op zijn initiatief kreeg zij in januari 2015 van het Israëlische holocaustcentrum Yad Vashem de eretitel Rechtvaardige onder de Volkeren.